# Definitie

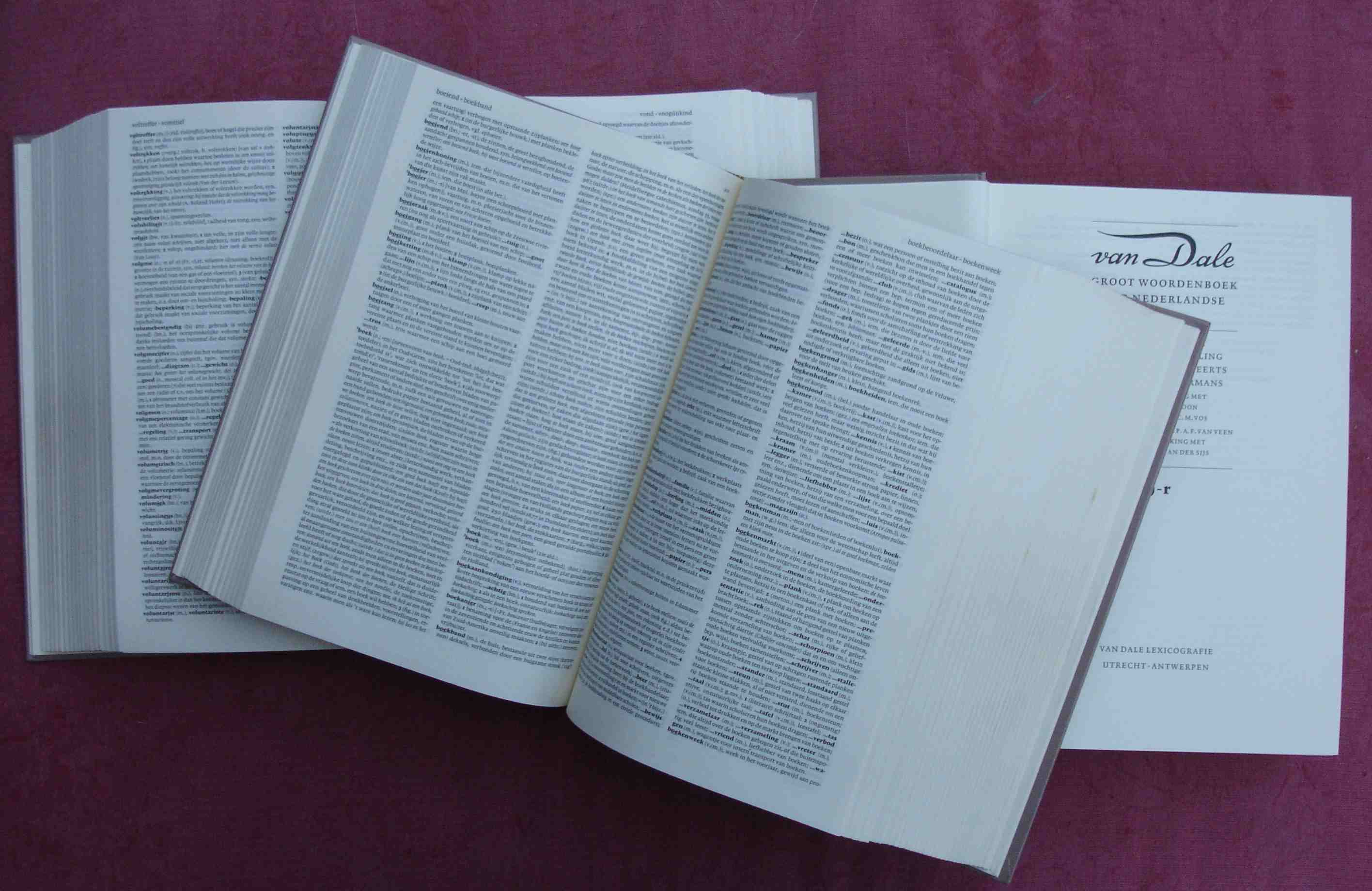
De Van Dale is een Nederlandstalig woordenboek waarin onder meer lexicale definities worden gegeven.

Een definitie is een samenvattende omschrijving van de kenmerken van een begrip, zodat het niet met een ander verward kan worden. Een goede definitie is niet circulair; zij bevat geen termen die synoniem zijn met het te omschrijven begrip. Zo mag 'verwarming' niet worden gedefinieerd als iets dat verwarmt.
In de taalkunde wordt het te definiëren begrip het definiendum (meervoud: definienda) genoemd, de beschrijving zelf heet het definiens (meervoud: definientia). Een globale definitie kan vaak met een kort definiens toe, maar is minder specifiek dan een exacte. Er wordt ook onderscheid gemaakt tussen een gewone definitie en een stipulatieve definitie. Bij een stipulatieve definitie gebruikt men de gewone definitie maar past hem aan, aan de specifieke situatie. Dit kan bijvoorbeeld zo: "In dit onderzoek zien wij 'werkdruk' als...".

## Wetenschap
In de wetenschap wordt vaak een formele omschrijving gebruikt. Men kan bijvoorbeeld definiëren:
Een vierkant is een ruit waarvan een hoek recht is.
Of formeler:
Iedere ruit waarvan een hoek recht is, noemt men een vierkant.
In zo'n wiskundige definitie staat niet meer dan nodig is. Bij een vierkant zijn immers alle hoeken recht. Dat hoeft echter niet in de definitie te staan: dat de andere hoeken ook recht zijn, kan worden aangetoond.

## Per definitie
Zegt men "per definitie" dan bedoelt men een feit dat in de definitie omschreven is. Volgens de hiervoor genoemde definitie geldt dus:
- Een vierkant is per definitie een ruit.
- Een vierkant heeft per definitie een rechte hoek.

Een vierkant heeft nog meer rechte hoeken, maar dat is niet per definitie.
In de Nederlandse wetgeving is een brommobiel gedefinieerd als: bromfiets op meer dan twee wielen, die is voorzien van een carrosserie. Dus kan men zeggen: een brommobiel heeft per definitie een carrosserie.